# 西光院 (板橋区)
西光院（さいこういん）は、東京都板橋区にある真言宗豊山派の寺院。なお、当院の1.3キロメートル北西の大谷口に名称が酷似する「西光寺」がある。この寺も真言宗豊山派である。

## 概要
創建年代は不明である。寺伝によれば、覚慧によって開山されたこと、歴代住職については断片的にしか伝わっていない。ただ過去帳には、「元和2年（1616年）」の記録が残っていること、門前の椎の木の樹齢が400年以上とされることから、江戸時代初期には既に存在していたものと推測される。
境内には、1924年（大正13年）の耕地整理の際に「法眼坊楠見」の名が入った遺物が発掘され、それらを納めた「法眼堂」がある。

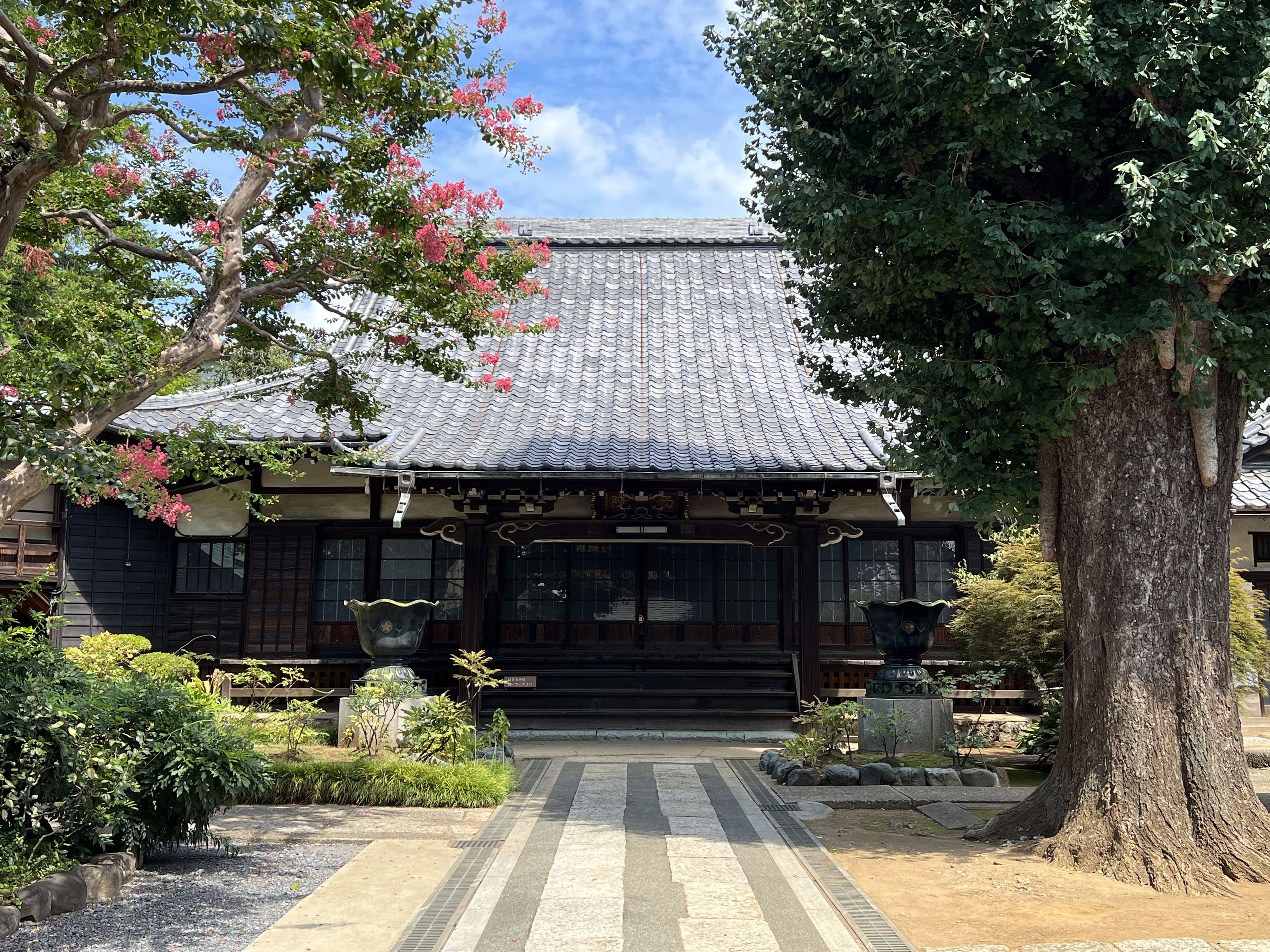
本堂
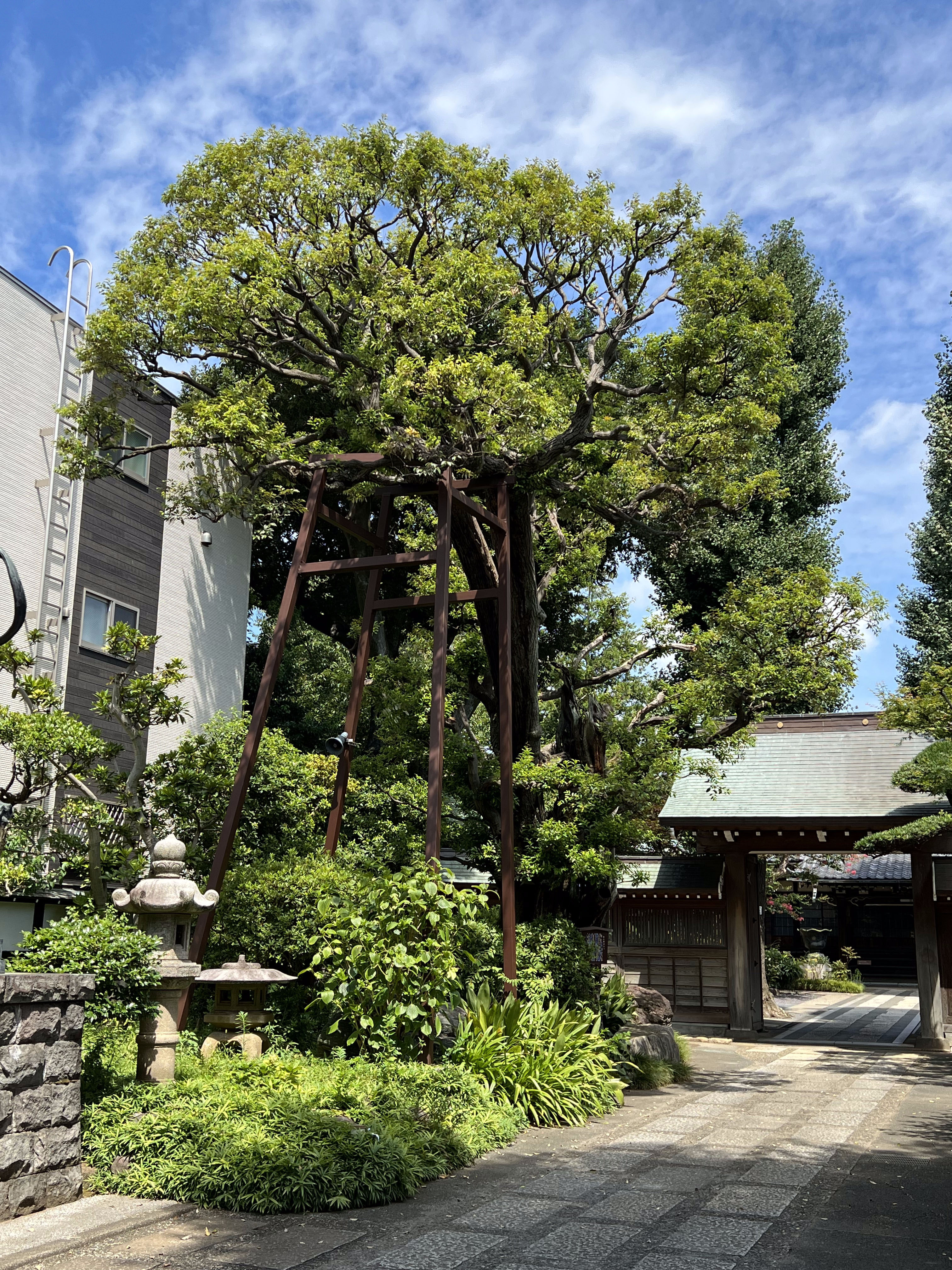
西光院のシイ

## 寺宝等
- 阿弥陀如来坐像（本尊）
- 十一面観音立像
- 地蔵菩薩立像
- 薬師如来像
- 弘法大師坐像

## 交通アクセス
- 大山駅より徒歩11分。